# To Whom It May Concern (Lisa Marie Presley)
To Whom It May Concern è il primo album discografico in studio della cantautrice statunitense Lisa Marie Presley, pubblicato nel 2003.

## Tracce
1. S.O.B. – 3:45
2. The Road Between – 4:18
3. Lights Out – 3:45
4. Better Beware – 4:45
5. Nobody Noticed It – 4:34
6. Sinking In – 4:31
7. Important – 3:51
8. So Lovely – 4:56
9. Indifferent – 3:59
10. Gone – 4:07
11. To Whom It May Concern – 4:38

## Classifiche
| Classifica                  | Posizione raggiunta |
| --------------------------- | ------------------- |
| Stati Uniti (Billboard 200) | 5                   |